# Igreja Católica na América Latina
A Igreja Católica na América Latina faz parte da Igreja Católica universal, em comunhão com a liderança espiritual do Papa, em Roma, e da Santa Sé. O Brasil é o país que abriga o maior número de católicos no mundo. A Igreja Católica é, no entanto, difundida em toda a América Latina, com uma forte tradição popular a seu favor, particularmente no México.
Em quase todos os países da América Latina, com exceção do Uruguai e de Honduras, os católicos representam a maioria parcela da população. Nos dois países citados, apesar de não serem maioria, os católicos representam o maior grupo religioso. Se somados os católicos da América Latina e da África, estes representam 50% do total de católicos do mundo.

## História

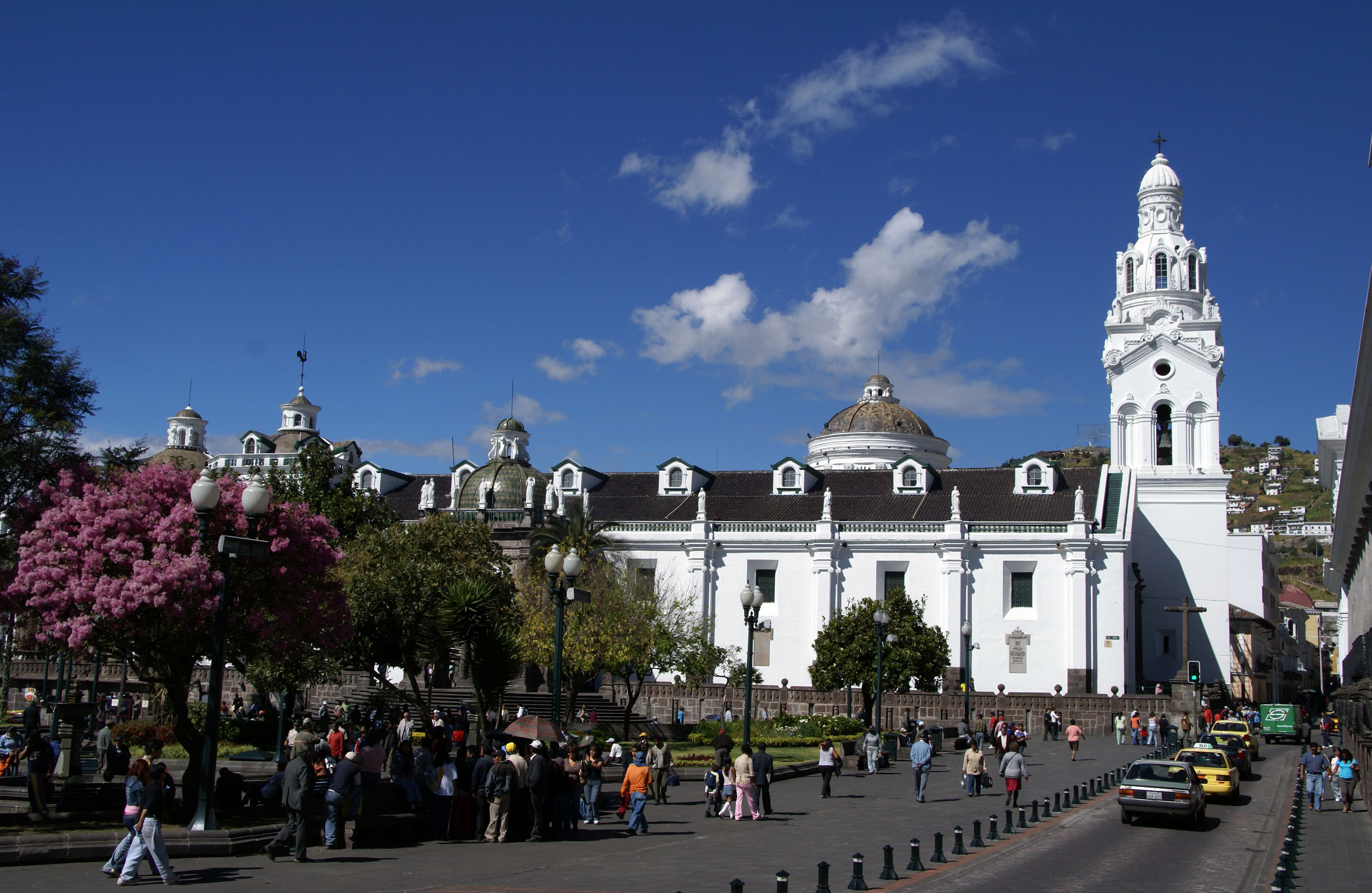
A Catedral de Quito, no Equador, foi construída entre 1562 e 1567, e é a catedral mais antiga da América do Sul.

A Era dos Descobrimentos começou com a viagem de Cristóvão Colombo no ano 1492, patrocinada pelos reis católicos espanhóis, Fernando de Aragão e Isabel de Castela. Foi caracterizada pela colonização europeia da atividade missionária.

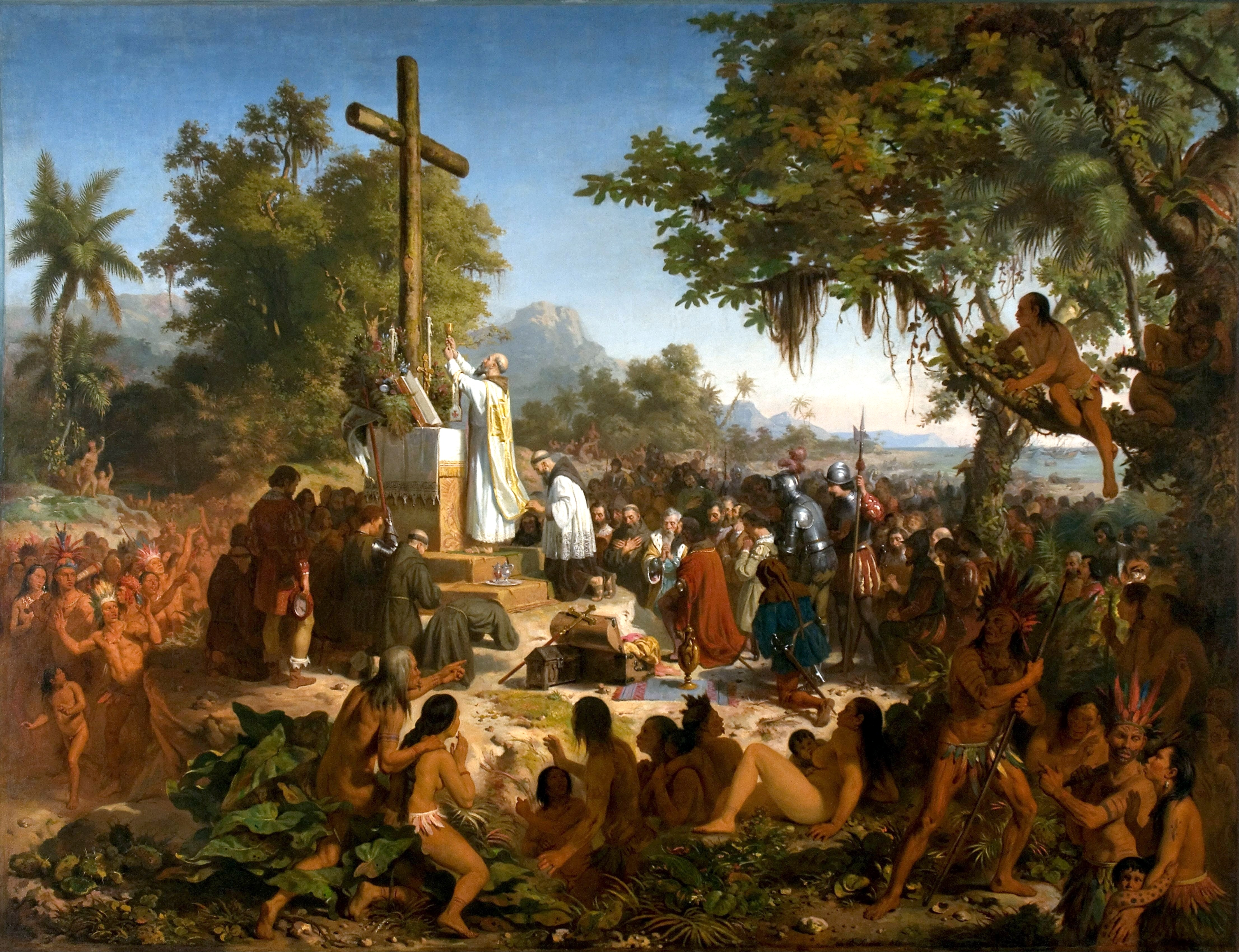
Primeira Missa no Brasil, obra de Victor Meirelles

O Papa Alexandre VI, na bula Inter caetera, concedeu direitos coloniais sobre a maioria das terras recentemente descobertas para Espanha e Portugal. A expansão do Império Português e do Império Espanhol, ambos com papel significativo desempenhado pela Igreja Católica levou à cristianização das populações indígenas das Américas, como os astecas e os incas. Sob o sistema do patronato, as autoridades estatais controlavam as nomeações clericais e nenhum contato direto era permitido com o Vaticano.

### Missões católicas
Durante a Era dos Descobrimentos, a Igreja Católica estabeleceu várias missões missionárias nas Américas e outras colônias para difundir o cristianismo no Novo Mundo e converter os indígenas. A disseminação do Cristianismo no continente recém-descoberto foi uma prioridade, mas apenas uma parte do sistema de colonização espanhola. A chegada nova religião era usada pelos militares como uma ferramenta para seu imperialismo, permitindo que outros objetivos fossem alcançados, como a difusão da língua espanhola, cultura e controle político para o Novo Mundo. O objetivo era transformar a vida do índio — agrícola ou nômade — no modelo do povo e da sociedade espanhóis, civilizado e urbanizado. A Igreja Católica, por sua vez, possuía como um de seus objetivos acabar com as atrocidades dos sacrifícios humanos praticados pelos índios, inclusive de crianças. Os arqueólogos estudiosos do assunto estimam que milhares de pessoas foram mortas em sacrifícios aos deuses. Para os astecas, os sacrifícios humanos eram como alimento para os deuses. Os rituais asseguravam a existência da humanidade. Os corpos das pessoas sacrificadas geralmente eram cozidos com milho e compartilhado entre sacerdotes em banquetes. Em outras ocasiões, era normal que fossem oferecidos para toda a cidade, com muita gente tendo a chance de participar do ritual canibalístico. Depois das refeições, os ossos eram utilizados para fazer ferramentas, armas ou instrumentos musicais. A Igreja Católica divulgou a substituição da carne humana pela carne de porco na época. Na capital do Império, Tenochtitlán, havia templos gêmeos. Um deles era dedicado ao deus da chuva e dos trovões, Tlaloc, que, segundo a mitologia, exigia o sacrifício de crianças. No final do inverno, os astecas levavam várias crianças até o topo desse templo. Assustadas, elas deveriam chorar já que isso significaria que Tlaloc abençoaria a cidade com bastante chuva. Caso não chorassem, os adultos as surravam até arrancar suas lágrimas.
Os espanhóis estavam comprometidos em converter seus súditos americanos ao cristianismo e foram rápidos em proibir quaisquer práticas culturais nativas que impedissem esse fim. No entanto, a maioria das tentativas iniciais para isso foram apenas parcialmente bem sucedidas; Grupos americanos simplesmente misturaram o catolicismo com suas crenças tradicionais. Os espanhóis não impuseram sua língua na medida em que impuseram sua religião. De fato, o trabalho missionário da Igreja Católica contribuiu muito para a expansão de línguas como o quíchua, náuatle e guarani, pois trouxe para elas o ainda inexistente sistema de escrita.
O Requerimiento de 1510, exigiu que as populações locais aceitassem o domínio espanhol e permitissem a pregação a eles por missionários católicos, sob pena de guerra, escravidão ou morte, embora não exigisse conversão. A escravidão fazia parte da cultura da população local antes da chegada dos conquistadores. Os missionários cristãos ofereciam aos escravos existentes uma oportunidade de escapar de sua situação, buscando a proteção das missões.

Frei Antônio de Montesinos

Em dezembro de 1511, o frade dominicano Antônio de Montesinos repreendeu abertamente as autoridades espanholas que governavam a Ilha da Hispaniola por maltratarem os nativos americanos, dizendo-lhes "... vocês estão em pecado mortal ... pela crueldade e tirania que usam ao lidar com essas pessoas inocentes ". O Rei Fernando promulgou a chamada Leis de Burgos  e Valladolid em resposta. A aplicação foi negligente, e enquanto alguns culpam a Igreja por não fazer o suficiente para libertar os índios, outros apontam para a Igreja como a única voz levantada em nome dos povos indígenas.

### Franciscanos
Em 1522, os primeiros missionários franciscanos chegaram ao México, estabelecendo escolas, fazendas-modelo e hospitais. Quando alguns europeus questionaram se os índios eram verdadeiramente humanos e dignos do batismo, o Papa Paulo III, na bula Sublimis Deus, de 1537 confirmou que "suas almas eram tão imortais quanto as dos europeus" e não deveriam ser roubados nem transformados em escravos. Over the next 150 years, missions expanded into southwestern North America.
Junípero Serra, o padre franciscano encarregado deste esforço, fundou uma série de missões que se tornaram importantes instituições econômicas, políticas e religiosas. Essas missões trouxeram grãos, gado e um novo modo de vida para as tribos indígenas da Califórnia. Rotas terrestres foram traçadas a partir do Novo México que resultaram na colonização de São Francisco, California, em 1776 e de Los Angeles em 1781. No entanto, trazendo a civilização ocidental para essas áreas, os espanhóis foram responsáveis por varrer quase um terço da população nativa, principalmente por doenças.
Somente no século XIX, após o colapso da maioria das colônias espanholas e portuguesas, o Vaticano conseguiu se encarregar das atividades missionárias católicas através de sua organização da Congregação para a Evangelização dos Povos.  Em um desafio à política espanhola e portuguesa, o papa Gregório XVI, começou a nomear seus próprios candidatos como bispos nas colônias, condenou a escravidão e o tráfico de escravos na bula papal de 1839 In supremo apostolado, aprovando a ordenação do clero nativo em face ao racismo do governo.

### Jesuítas
As missões dos jesuítas na América Latina foram muito controversas na Europa, especialmente na Espanha e Portugal, onde eram vistos como que querendo interferir nos empreendimentos coloniais dos governos reais. Os jesuítas eram frequentemente a única força entre os nativos americanos e a escravidão. Juntos em toda a América do Sul, mas especialmente nos atuais territórios do Brasil e do Paraguai, formaram cidades-estado nativas americanas, chamadas "reduções". Essas eram sociedades criadas de acordo com um modelo idealizado teocrático. É em parte porque os jesuítas, como Antonio Ruiz de Montoya, protegeram os nativos (que alguns colonizadores espanhóis e portugueses queriam escravizar) que a Companhia de Jesus foi suprimida das colônias. Em Portugal e no Brasil, a ordem de expulsão dos jesuítas foi dada pelo Marquês de Pombal, que os acusava de conspirar contra o Estado, expulsou-os de Portugal e de seus domínios em 1759, confiscando seus bens. A França, Espanha e demais países europeus fizeram a mesma coisa, e o próprio Vaticano extinguiu a ordem em 1773. O controle das missões foi tomado pelo governo. As capelas tornaram-se paróquias, com vigários nomeados pelo rei; os indígenas deveriam deixar de ter "nomes bárbaros", passando a ter nomes portugueses; as línguas nativas foram proibidas e a língua portuguesa tornou-se obrigatória. Os caciques viraram capitães e juízes, e as lideranças passaram a ser vereadores municipais. Todos os indígenas, a partir daquele momento, se tornaram cidadãos portugueses. Na visão de Portugal, este seria o fim do "atraso" no Brasil, mas na realidade foi um grande prejuízo para os povos indígenas. Todos os índios, entre treze e sessenta anos, tinham de trabalhar metade do ano quase de graça para os colonos, e cada aldeia devia ter soldados portugueses para "manter a ordem". O que produziam tinha de ser vendido, mas quase sempre eram roubados pelos comerciantes desonestos. A área de educação, que no Brasil era quase inteiramente de responsabilidade dos jesuítas, sofreu um gigantesco retrocesso. Vinte anos após a expulsão, em toda a Bahia não havia mais que dois professores. Várias escolas foram fechadas e as bibliotecas dos conventos foram abandonadas ou destruídas.
Padres jesuítas como Manuel da Nóbrega e São José de Anchieta fundaram várias cidades no Brasil no século XVI, incluindo São Paulo e Rio de Janeiro, e foram muito influentes na pacificação, conversão e educação dos ameríndios. Anchieta é conhecido como o "missionário do Brasil".
As Reduções foram uma versão particular da estratégia geral católica usada nos séculos XVII e XVIII de construção de redutos de índios, a fim de cristianizar os povos indígenas das Américas, em áreas habitadas pelos tupis, guaranis, o que geralmente corresponde aos dias atuais ao Paraguai. As reduções posteriores foram estendidas para as áreas que correspondem à Argentina, Brasil, Bolívia e Uruguai.
 
Nessas regiões, as reduções dos jesuítas eram diferentes das reduções em outras regiões, porque se esperava que os índios adotassem o cristianismo, mas não a cultura europeia. A resistência das reduções jesuítas aos ataques de escravos, bem como seu alto grau de autonomia e sucesso econômico, foram citados como fatores contribuintes para a expulsão dos jesuítas das Américas em 1767.

### Assimilação do catolicismo

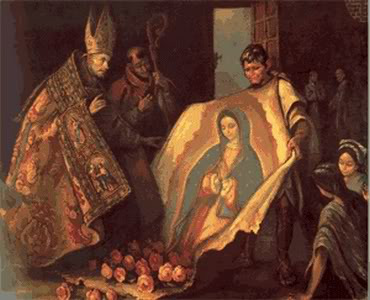
Milagre das Rosas, de Nossa Senhora de Guadalupe, aparecida no México

A colonização espanhola das Américas foi imediatamente acompanhada pela evangelização, e novas inculturações do catolicismo surgiram. A Virgem de Guadalupe é uma das imagens religiosas mais antigas do México. A história narra que em 9 de dezembro de 1531, em um lugar chamado Tepeyac, a Virgem apareceu pela primeira vez ao índio Juan Diego Cuauhtlatoatzin, e pediu a ele solicitasse ao Bispo, o franciscano Juan de Zumárraga, a construção de uma igreja naquele local. Esse pedido não foi aceito pelo bispo que diante da insistência do índio pediu provas concretas da aparição. Três dias após, em 12 de dezembro, Nossa Senhora apareceu e pediu novamente a Juan Diego para subir ao topo da colina de Tepeyac para colher algumas rosas de castela e leva-las a ela. Seria incomum ver essas flores lá, que não nascem essa região do México, especialmente nessa época do ano, em que é inverno no Hemisfério Norte. "Não se perturbe teu rosto, teu coração… Não estou eu aqui, tua Mãe?", disse ela ao ser questionada por Juan. Ele colheu as flores, colocou na sua tilma, um tipo de manta típico da região e foi até o local de aparição. Lá a Virgem lhe disse para apresentar aquelas flores ao bispo. Os relatos históricos contam que Juan Diego abriu a tilma diante do bispo, e as rosas caíram. No tecido, apareceu a imagem da Virgem de Guadalupe. A notícia da aparição se espalhou rapidamente pelo México; e nos sete anos que se seguiram, de 1532 a 1538, os povos indígenas aceitaram o cristianismo e mais de 8 milhões de pessoas se converteram à fé católica, graças à influência da aparição de Nossa Senhora. Posteriormente, os astecas deixaram de praticar sacrifícios humanos e as formas nativas de culto. Em 2001, foi criado na Itália o Movimento de Amor São Juan Diego e lançados projetos de evangelização em 32 países. Um ano depois, Juan Diego foi canonizado pelo Papa São João Paulo II.
Guadalupe é considerada o encontro das culturas, religiões e raças que se misturaram para formar o México Guadalupe é muitas vezes referida como a "primeira mestiça" ou também como a "primeira mexicana".
 Mary O'Connor escreve que Guadalupe "une pessoas de heranças culturais distintas, ao mesmo tempo em que afirma sua distinção".
O Papa Bento XIV escreveu sobre Nossa Senhora de Guadalupe em 1754:
| “ | Nela tudo é milagroso: uma Imagem que provém de flores colhidas num terreno totalmente estéril, no qual só podem crescer espinheiros; uma Imagem estampada numa tela tão rala que, através dela, pode-se enxergar o povo e a nave da Igreja tão facilmente como através de um filó; uma Imagem em nada deteriorada, nem no seu supremo encanto, nem no brilho de suas cores, pelas emanações do lago vizinho que, todavia, corroem a prata, o ouro e o bronze… Deus não agiu assim com nenhuma outra nação. | ” |
|   | — Papa Bento XIV. |   |

Tais Virgens apareceram na maioria dos outros países evangelizados, levando o catolicismo a se identificar melhor com os costumes locais. A Basílica de Nossa Senhora de Copacabana foi construída na Bolívia, perto da Isla del Sol, onde se acreditava que o Deus Sol nasceu, no século XVI, para comemorar a aparição da Virgem de Copacabana. Em Cuba, a Virgem chamada Nossa Senhora da Caridade do Cobre foi vista no início do século XVI, um caso consignado no "Archivo General de Indias". No Brasil, Nossa Senhora Aparecida foi declarada em 1929 como padroeira oficial do país pelo Papa Pio XI. Na Argentina, há Nossa Senhora de Luján. Em outros casos, a aparição da Virgem foi relatada por um indígena, por exemplo, Nossa Senhora dos Anjos, na Costa Rica.
Além de aparições marianas, a introdução do catolicismo também floresceu logo no primeiro século da descoberta das Américas com pessoas que abraçaram a fé e hoje são consideradas santas. Um exemplo disso foi Santa Rosa de Lima, que nasceu em 1586, em Lima, no Peru. Apesar do desejo contrário de seus pais, fez voto de castidade e entrou para a Ordem Terceira Dominicana. Construiu uma cela estreita e pobre no fundo da casa dos pais e viveu em penitência, com jejuns e dolorosos cilícios. É descrita como tendo sido muito bondosa e caridosa, servia em especial aos índios e negros, principalmente quando estavam doentes. Segundo relatos, inclusive do seu confessor, o frei Juan de Lorenzana, Rosa possuiria o dom de milagres. Conta-se que foi visitada pela Virgem Maria e pelo Menino Jesus. Santa Rosa de Lima foi a primeira santa do continente americano.

### Movimentos anticlericais históricos
Durante a maior parte da história da América Latina pós-colonial, os direitos religiosos foram violados em espaços regulares de tempo e, mesmo agora, algumas tensões e conflitos na área da religião permanecem. Os direitos humanos, no sentido da liberdade de exercer e praticar a própria religião, estão quase universalmente garantidos nas leis e constituições da América Latina hoje, embora não sejam universalmente observados na prática. Além disso, a América Latina demorou muito mais que outras partes do Ocidente a adotar a liberdade religiosa na teoria e na prática, e o hábito de respeito a esses direitos está apenas gradualmente sendo desenvolvido. Em grande parte, isso se deve às restrições liberais preexistentes contra a Igreja Católica.
A lentidão para abraçar a liberdade religiosa na América Latina está relacionada à sua herança colonial e à sua história pós-colonial. Os astecas e os incas fizeram uso substancial da religião para apoiar sua autoridade e poder. Esse papel preexistente da religião na cultura pré-colombiana tornou relativamente fácil para os conquistadores espanhóis substituir as estruturas religiosas nativas por aquelas de um catolicismo que estava intimamente ligado ao trono espanhol.
O anticlericalismo foi uma característica essencial do liberalismo do século XIX na região. Esse anticlericalismo baseava-se na ideia de caráter esquerdista e liberal de que o clero (especialmente os prelados que administravam os escritórios administrativos da Igreja) estava impedindo o progresso social em áreas como educação pública e desenvolvimento econômico, apenas pela tendência a ser conservadora politicamente.
A partir da década de 1820, uma sucessão de regimes liberais chegou ao poder na América Latina. Alguns membros desses regimes liberais procuraram imitar a Espanha da década de 1830 (e a França revolucionária de meio século antes) em expropriar os bens da Igreja Católica e em imitar os déspotas do século XVIII em restringir ou proibir os institutos religiosos. Como resultado, vários desses regimes liberais expropriaram propriedades da Igreja e tentaram fazer da educação, casamento e sepultamento uma questão da autoridade secular. O confisco das propriedades da Igreja e as mudanças no âmbito das liberdades religiosas (em geral, aumentando os direitos dos católicos não praticantes e dos não-católicos, enquanto licenciam ou proíbem os institutos) geralmente acompanhavam as reformas governamentais secularistas e, mais tarde, marxistas, trazendo ideologias de fundamentação comunista que perduram até os dias de hoje.

#### México
A Constituição mexicana de 1824 exigia que a República proibisse o exercício de qualquer religião que não a fé católica romana e apostólica. A Constituição de 1857 manteve muitos dos privilégios e receitas da era colonial à Igreja Católica, mas, ao contrário da Constituição anterior, não obrigou a Igreja Católica a ser a religião exclusiva no país e restringiu fortemente o direito da Igreja de possuir propriedade. Observa-se aí uma mudança radical e infundada de pensamento nas duas constituições, em que uma dava exclusividade e outra dava o controle dos bens da Igreja ao Estado. Tais reformas eram inaceitáveis para a liderança do clero e da classe conservadora. O presidente Ignacio Comonfort e membros de sua administração foram excomungados, e uma revolta foi então declarada.

##### Guerra da Reforma

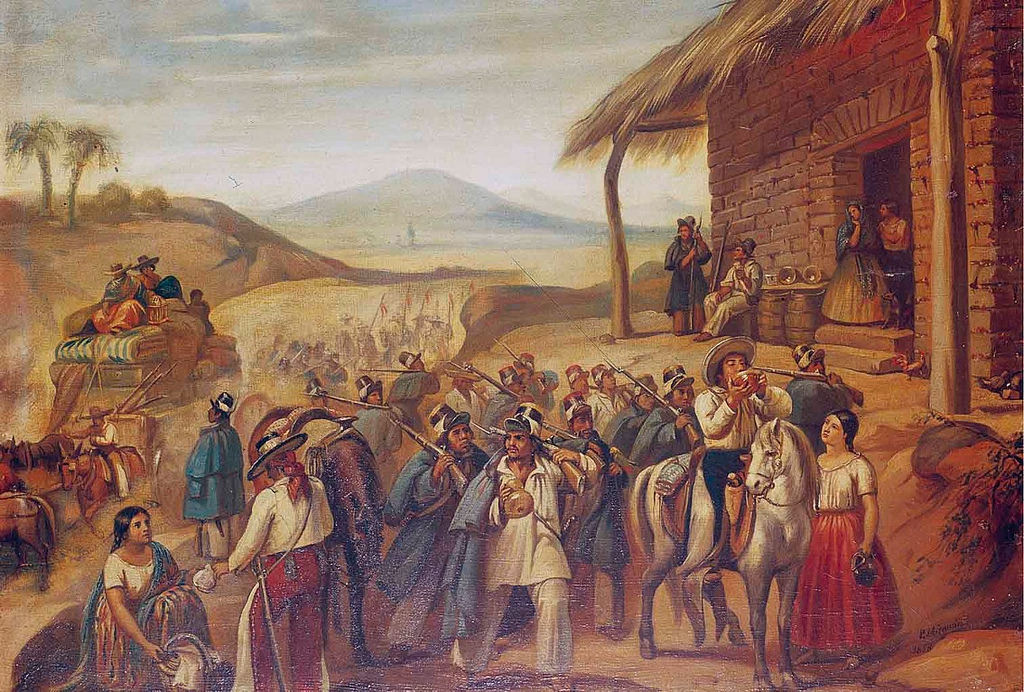
Soldados de la Reforma en una venta, 1858, Museo Nacional de las Intervenciones.

A partir de 1855, o presidente Benito Juárez, apoiado pelos Estados Unidos, emitiu decretos nacionalizando propriedades da igreja, separando igreja e estado, e suprimindo institutos religiosos. As propriedades da igreja foram confiscadas e os direitos civis e políticos básicos foram negados aos institutos religiosos e ao clero. A Igreja apoiou o regime do sucessor de Juárez, Porfirio Diaz, que se opunha à reforma agrária.
A primeira das Leis de Reformas Liberais foi aprovada em 1855. A Lei de Juárez, batizada em homenagem ao presidente, restringiu os privilégios clericais, especificamente a autoridade dos tribunais da Igreja, subvertendo sua autoridade ao direito civil. Foi concebido como uma medida moderada, em vez de abolir completamente os tribunais da igreja. No entanto, o movimento abriu divisões latentes no país. O arcebispo Lázaro de la Garza, na Cidade do México, condenou a lei como um ataque à própria Igreja, e os clérigos entraram em rebelião na cidade de Puebla em 1855 e 1856.
A próxima Lei da Reforma foi chamada de Lei Lerdo, devido a Miguel Lerdo de Tejada. Sob essa nova lei, o governo começou a confiscar as terras da Igreja. Isto foi consideravelmente mais controverso que a Lei de Juárez. O objetivo da lei era converter terras de entidades como a Igreja em propriedade privada, favorecendo aqueles que já viviam nela. Pensou-se que incentivaria o desenvolvimento e o governo poderia aumentar a receita taxando esse processo. Lerdo de Tejada era o ministro das Finanças e exigia que a Igreja vendesse grande parte de suas terras urbanas e rurais a preços reduzidos, e se não cumprida, o governo realizaria leilões públicos. A Lei também afirmava que a Igreja não poderia obter posse de propriedades no futuro. No entanto, a Lei Lerdo não se aplicava apenas à Igreja. Afirmava que nenhum órgão corporativo poderia possuir terras. Amplamente definido, isso incluiria os ejidos e terras comunais pertencente a aldeias indígenas. Inicialmente, esses ejidos estavam isentos da lei, mas eventualmente essas comunidades indígenas sofreram extensas perdas de terra.
Em 1857, novas leis anticlericais, como a Lei Iglesias (em homenagem a José María Iglesias), regulamentavam a cobrança de impostos dos clérigos pobres e os proibiam de cobrar batismos, casamentos ou serviços funerários. Ainda que isso possa ser visto hoje como uma abertura ao Estado laico, a medida do governo mexicano foge à ideia da laicidade, já que nela, a Igreja não pode intervir no Estado, porém o Estado também não tem o direito de intervir na Igreja. O casamento tornou-se um contrato civil, embora nenhuma provisão para divórcio tenha sido autorizada. Registros de nascimentos, casamentos e óbitos tornaram-se um caso civil, com o presidente Benito Juárez registrando seu filho recém-nascido em Veracruz. O número de feriados religiosos foi reduzido e vários feriados para comemorar eventos nacionais introduzidos. As celebrações religiosas fora das igrejas eram proibidas, o uso de sinos das igrejas era restrito e o vestuário clerical era proibido em público.
Uma outra lei reformadora significativa foi a Lei para a Nacionalização das Propriedades Eclesiásticas, que acabaria por secularizar quase todos os mosteiros e conventos do país. O governo esperava que essa lei gerasse receita suficiente para conseguir um empréstimo dos Estados Unidos, mas as vendas foram decepcionantes desde o momento em que foram aprovadas até o início do século XX.

##### Guerra Cristera

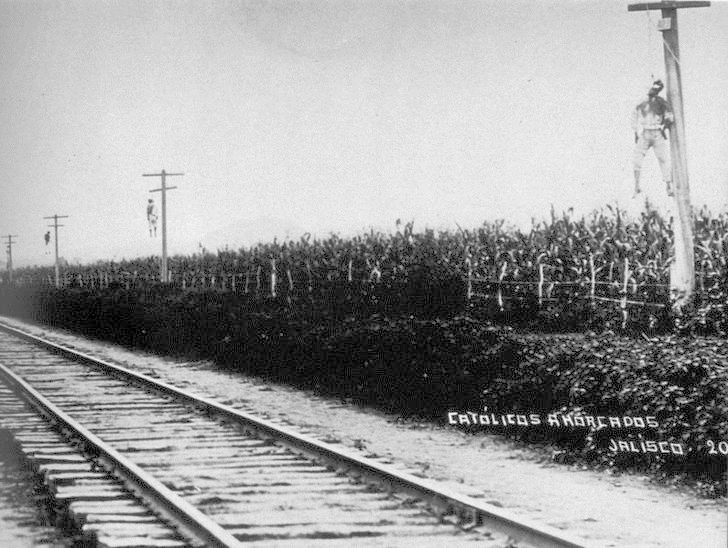
Era comum que as forças do governo matassem os cristeros enforcados, deixando seus corpos pendurados nos postes

Após a Revolução de 1910, a nova Constituição mexicana de 1917 continha novas disposições anticlericais. O Artigo 3 pedia educação secular nas escolas e proibia a Igreja de se engajar na educação primária; O Artigo 5 proibiu ordens monásticas; O Artigo 24 proibia o culto público fora dos limites das igrejas; e o Artigo 27 colocou restrições ao direito das organizações religiosas de possuírem propriedades. O mais ofensivo para os católicos era o artigo 130, que privava os membros do clero de direitos políticos básicos. Muitas dessas leis enfrentaram resistência, levando à Guerra Cristera (também chamada de “Cristiada”) de 1927 a 1929. Foi um conflito armado entre os fiéis católicos e o governo do México sobre o direito à liberdade religiosa. A guerra, que começou em 1927 e durou mais de três anos, foi uma resposta às agressivas medidas adotadas pelo presidente Plutarco Elías Calles para erradicar a Igreja Católica no México, chamadas de Lei Calles As restrições à Igreja significaram na prática o fechamento de muitas igrejas, o assassinato e casamento forçado de padres. A perseguição foi mais severa no estado de Tabasco sob o governo ateu de Tomás Garrido Canabal.
Houve diversos protestos pacíficos em todo o México, organizados por diferentes grupos. Além do mais, foram coletadas mais de um milhão de assinaturas, que foram apresentadas ao Congresso para pedir a abolição da Lei Calles, não surtindo efeito algum. O último recurso para resistir foi por meio de um boicote econômico, que foi um êxito; no entanto, o governo, vendo o poder que adquiriam e o efeito econômico resultante do boicote, lançou um ataque mais direto contra a Igreja, mediante prisões, intimidações e execuções.

Os cristeros usavam a bandeira do México como reproduzida acima, em que, além do brasão de armas, também havia a imagem de Nossa Senhora de Guadalupe, e o escrito Viva Cristo Rey [a frase do mártir Beato José Sánchez del Río] y Nuestra Señora de Guadalupe.

Os bispos mexicanos trabalharam incansavelmente para modificar a Lei Calles. O Papa Pio XI aprovou esta ação. Quando não puderam mais chegar a um acordo com o regime Calles, e com o fim de evitar enfrentamentos e derramamento de sangue, os bispos pediram à Santa Sé autorização para suspender todos os serviços religiosos católicos em 31 de julho de 1926 – na véspera da entrada em vigor da lei. Entre 1926 e 1929, um conflito armado, sob a forma de uma revolta popular, irrompeu contra o governo anticatólico e anticlerical do México.
A Guerra Cristera acabou sendo resolvida diplomaticamente, em grande parte com a influência do embaixador dos Estados Unidos. O conflito custou a vida de 90.000 pessoas: 56.882 no lado federal, 30.000 cristeros e numerosos civis e cristeros que foram mortos em ataques anticlericais depois do fim da guerra. Algumas fontes chegam a falar em 250.000 mortes no total. Como prometido na resolução diplomática, as leis consideradas ofensivas para os Cristeros permaneceram nos livros, mas nenhuma tentativa federal organizada de aplicá-las foi posta em ação. No entanto, em várias localidades, a perseguição aos padres católicos continuou com base nas interpretações das autoridades locais sobre a lei. A Igreja reconhece um grande número de mártires da Guerra Cristera, incluindo o Beato Miguel Augustín Pro, um jesuíta assassinado em 23 de novembro de 1927; São José Sánchez del Río, um cristero de 15 anos de idade, executado em 10 de fevereiro de 1928, e que ficou conhecido pela sua frase de defesa da Igreja: Viva Cristo Rey! (em português:  Viva Cristo Rei!); e o Beato Anacleto González Flores, líder da resistência pacífica, morto em 1º de abril de 1927. O Padre Pro foi beatificado em 1988, 25 mártires foram canonizados em 2000 e 13 foram beatificados em 2005 (incluindo González Flores e Sánchez del Río).
Os efeitos da guerra na Igreja foram profundos. Entre 1926 e 1934, pelo menos 40 padres foram assassinados. Nesse mesmo período, mais de 3.000 sacerdotes foram exilados ou assassinados. Em um esforço para provar que "Deus não defenderia a Igreja", Calles ordenou "uma terrível profanação de igrejas... houve paródias de cultos (da igreja), freiras foram estupradas e qualquer sacerdote capturado... foi baleado..." . Calles acabou sendo deposto e apesar da perseguição, a Igreja no México continuou a crescer. Um censo de 2000 informou que 88% dos mexicanos se identificavam como católicos.
Onde havia 4.500 sacerdotes servindo ao povo antes da rebelião, em 1934 havia apenas 334 padres licenciados pelo governo para atender a quinze milhões de pessoas, sendo o restante eliminado por emigração, expulsão e assassinato.  Dez estados teriam ficado sem padres.

#### Equador
A tensão entre a autoridade civil e a autoridade clerical dominou a história do Equador durante grande parte do século XIX e início do século XX. Esta questão foi uma das bases para a duradoura disputa entre os conservadores, que representavam principalmente os interesses da região da Serra e da Igreja, e os liberais, que representavam os da região litorânea e anticlericais.

#### Colômbia

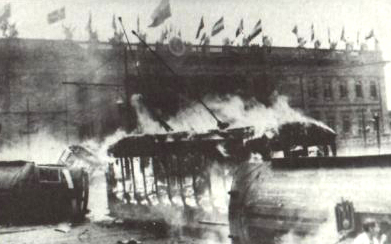
200pxTrem em chamas em frente ao Capitólio Nacional, onde a IX Conferência Pan-Americana foi realizada no Salão Elíptico do Capitólio Nacional, durante a revolta conhecida como Bogotazo.

A Colômbia promulgou uma legislação anticlerical e realizou seu cumprimento durante mais de três décadas (1849-1884), porém logo restaurou a “plena liberdade e independência do poder civil” para a Igreja Católica colombiana.
Quando o Partido Liberal chegou ao poder em 1930, os liberais anticlericais pressionaram por uma legislação que acabasse com a influência da Igreja nas escolas públicas. Esses liberais sustentavam que a Igreja e seu atraso intelectual eram responsáveis pela falta de progresso espiritual e material na Colômbia. Os governos locais, departamentais e nacionais, controlados pelos liberais, acabaram com contratos com comunidades religiosas que operavam escolas em prédios públicos e instalaram escolas seculares em seu lugar. Essas ações foram às vezes violentas e foram enfrentadas por uma forte oposição de clérigos, conservadores e até mesmo um bom número de liberais mais moderados.
La Violencia refere-se a uma era de conflito civil em várias áreas do interior da Colômbia entre partidários do Partido Liberal colombiano e do Partido Conservador Colombiano, um conflito ocorrido entre 1948 e 1958.
Em todo o país, militantes atacaram igrejas, conventos e mosteiros, matando padres e procurando por armas, uma vez que havia uma teoria da conspiração que afirmava que os religiosos tinham armas. Contudo, nenhuma dessas armas foi encontrada nos ataques.

#### Argentina

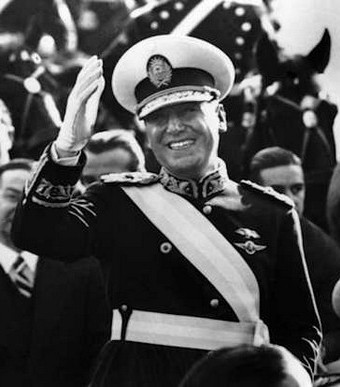
Juan Domingo Perón com a faixa presidencial argentina.

Anticlericalistas liberais da década de 1880 estabeleceram um novo padrão de relações entre igreja e estado em que o status constitucional oficial da Igreja foi preservado enquanto o Estado assumiu o controle de muitas funções anteriormente designados à Igreja. Os setores conservadores, afirmando o papel da Igreja como definidora de valores e moralidade nacionais, responderam em parte unindo-se ao movimento político-religioso de direita conhecido como nacionalismo católico, que formava sucessivos partidos da oposição. Isso iniciou um período prolongado de conflito entre a Igreja e o Estado, que persistiu até a década de 1940, quando a Igreja teve uma restauração de seu status anterior sob a presidência do coronel Juan Domingo Perón. Perón afirmou que o peronismo era a "verdadeira personificação do ensino social católico" — na verdade, mais a personificação do catolicismo do que a própria Igreja Católica.
Em 1954, Perón reverteu o papel da igreja ao ameaçar o total desestímulo e retrair funções críticas, incluindo o ensino da educação religiosa nas escolas públicas. Como resultado, a Argentina viu uma extensa destruição de igrejas, denúncias de clero e confisco de escolas católicas, enquanto Perón tentava estender o controle estatal sobre as instituições nacionais.
A ruptura total nas relações entre Igreja e Estado ocorreu quando Perón foi excomungado. Em 1955, ele foi derrubado por um general militar que era um dos principais membros do Movimento Nacionalista Católico.
Em 1983, o presidente civil, Raúl Alfonsín, tentou restaurar um estado democrático liberal. A oposição de Alfonsín à aliança entre a igreja e os militares, em conjunto com sua ênfase fortemente secular, contrariando as posições católicas tradicionais, incitou a oposição que serviu para reduzir sua agenda.

#### Uruguai
O país teve uma evangelização extremamente tardia em relação ao restante da América Latina. Após a independência, houve a elaboração da primeira Constituição uruguaia, em 1830, que estabeleceu em seu artigo 5° o catolicismo como religião oficial do Estado. Em consequência disso, em 1832, o Papa Gregório XVI criou o Vicariato Apostólico de Montevidéu. Iniciou-se, assim, um processo modesto de institucionalização da Igreja Católica no país. Fixaram-se duas tendências opostas:de um lado, uma religiosidade baseada em pressupostos racionalistas e liberais, respaldada por boa parte do clero católico. De outro, a emergência da vertente ultramontana, a qual buscava consolidação a partir da ocupação de espaços, com base em uma proposta de crença ortodoxa, dogmática e proselitista, apoiada na negação e condenação às vertentes religiosas importantes no Uruguai. O antagonismo dessas posições se desenrolou em uma série de conflitos por espaços e poder político entre as tendências.
Contudo, o ápice da tensão ocorreu após a Igreja Católica se recusar, em 1861, a sepultar Jacobson, notável católico e maçom da cidade. O conceito uruguaio de laicidad (em português:  laicidade), ou a separação entre Igreja e estado, então passou a ser defendido e difundido por intelectuais e políticos da época, espalhando-se pelo país. Em 1861, como resposta a isso, o governo nacionalizou cemitérios em todo o país, quebrando suas afiliações com igrejas. Logo depois, proibiu as igrejas de terem um papel na educação pública ou de emitirem certidões de nascimento, casamento e óbito. Essa oposição materializou-se por meio das ações do Estado durante o período histórico denominado "Militarismo" (1860–1890), em que lideranças político-militares governaram o Uruguai (principalmente vinculadas ao Partido Colorado, como Lorenzo Latorre).
A Lei de Conventos, de 1885, declarou a inexistência legal de todos os conventos e casas de oração, além de proibir o ingresso de religiosos estrangeiros no país. O impacto simbólico e estratégico dessa medida foi marginalizar a instituição, não reconhecendo sequer sua existência por parte do Estado. A norma dificultou a política eclesial adotada em 1870, pelo Bispo Jacinto Vera, que desejava expandir a religiosidade, o clero e as ações da Igreja por meio do ingresso de distintas congregações católicas no país, tais como: salesianos, capuchinhos, vicentinos, entre outras.
A secularização continuou no século XX: em 1907, uma nova constituição consagrou a separação entre religião e vida pública, e as referências a Deus foram removidas do juramento parlamentar. Em 1908 imagens religiosas foram retiradas de hospitais, enquanto que referências religiosas foram retiradas dos nomes de cidades e aldeias em 1909. Mais de trinta cidades registradas com nomes de santos foram renomeadas com nomes seculares. Houve também nesse ano a secularização dos nomes dos feriados. Por exemplo, o Natal passou a se chamar Festa da Família, e a Semana Santa, Semana do Turismo.  Em 1934 houve a descriminalização do aborto e da eutanásia, aprovadas durante a ditadura de Gabriel Terra.
Essa perspectiva contribuiu gradativamente para o estímulo de uma militância anticlerical, que passava a entender o catolicismo e a fé como manifestações ultrapassadas de compreensão do mundo, ou seja, antíteses ao progresso e entraves ao desenvolvimento. A partir disso, a Igreja Católica recuou progressivamente e adotou a posição modesta de apenas proteger e conservar seus fiéis diante de uma sociedade laicista.
A partir da redemocratização, em 1985, transformações importantes passaram a ser vistas na relação entre as religiões e o Estado. Segundo analistas, alguns episódios polêmicos causaram a modificações dos moldes do laicismo uruguaio. A polêmica “Cruz do Papa” foi o primeiro episódio de tensão, e o mais representativo. Trata-se de um monumento em forma de cruz construído em homenagem à visita do Papa São João Paulo II em 1987, que, a princípio, deveria permanecer temporariamente, apenas para o evento da missa papal, em Montevidéu. Após essa ocasião, levantou-se a possibilidade de permanência da cruz como forma de memorial e, em consequência disso, instalou-se a controvérsia entre os que defendiam a preservação do monumento e aqueles que o entendiam como violação da laicidade. A enorme discussão em torno da permanência, retirada ou traslado da cruz mobilizou a atenção do Presidente Julio María Sanguinetti (1985–1989 — Partido Colorado) e dos parlamentares das duas casas legislativas. Por fim, naquele mesmo ano seria aprovada a lei 15.870, a qual permitia monumentos religiosos em espaços públicos. Portanto, a cruz permaneceu.

### Teologia da libertação

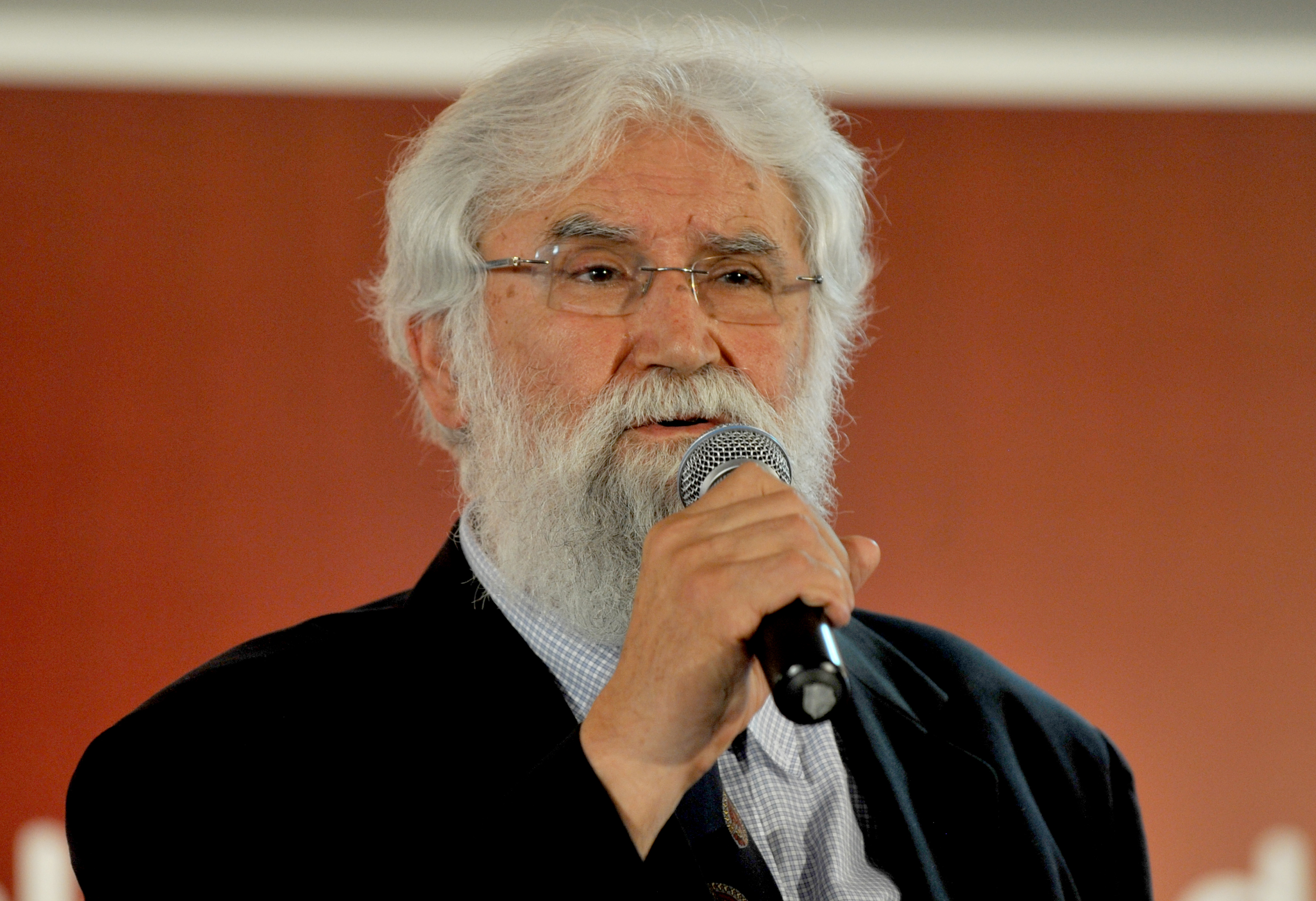
Leonardo Boff, o principal expoente da Teologia da Libertação no Brasil.

Nos anos 60, a crescente conscientização e politização social na Igreja latino-americana deu origem à Teologia da Libertação, que apoiou abertamente os movimentos contrários às políticas dos Estados Unidos na América Latina. Na década de 1970, os jesuítas se tornariam um dos principais proponentes da teologia da libertação.
O sacerdote peruano Gustavo Gutiérrez tornou-se seu principal proponente e, em 1979, a Conferência Episcopal do México declarou oficialmente a posição da Igreja da "opção preferencial pelos pobres". O arcebispo Óscar Romero, um defensor do movimento, tornou-se o mais famoso mártir contemporâneo da região em 1980, quando foi assassinado enquanto celebrava missas pelas forças aliadas ao governo. Tanto o Papa São João Paulo II como o Papa Bento XVI denunciaram o movimento. O teólogo brasileiro Leonardo Boff foi ordenado duas vezes a deixar de publicar e ensinar. Embora o Papa João Paulo II tenha sido criticado por sua severidade ao lidar com os proponentes do movimento, ele afirmou que a Igreja, em seus esforços para defender os pobres, não deveria fazê-lo recorrendo à violência ou à política partidária. O movimento ainda está vivo na América Latina hoje, embora a Igreja enfrente agora o desafio do crescimento do pentecostalismo em grande parte da região.

## Atualmente

### Por país
| Lista de países da América Latina por porcentagem de católicos (2014) | Lista de países da América Latina por porcentagem de católicos (2014) | Lista de países da América Latina por porcentagem de católicos (2014) | Lista de países da América Latina por porcentagem de católicos (2014) | Lista de países da América Latina por porcentagem de católicos (2014) |
| País                                                                  | 1910                                                                  | 1950                                                                  | 1970                                                                  | 2014                                                                  |
| --------------------------------------------------------------------- | --------------------------------------------------------------------- | --------------------------------------------------------------------- | --------------------------------------------------------------------- | --------------------------------------------------------------------- |
| Argentina                                                             | 97%                                                                   | 95%                                                                   | 91%                                                                   | 71%                                                                   |
| Bolívia                                                               | 94%                                                                   | 94%                                                                   | 89%                                                                   | 77%                                                                   |
| Brasil                                                                | 95%                                                                   | 93%                                                                   | 92%                                                                   | 61%                                                                   |
| Chile                                                                 | 96%                                                                   | 89%                                                                   | 76%                                                                   | 64%                                                                   |
| Colômbia                                                              | 80%                                                                   | 91%                                                                   | 95%                                                                   | 79%                                                                   |
| Costa Rica                                                            | 99%                                                                   | 98%                                                                   | 93%                                                                   | 62%                                                                   |
| El Salvador                                                           | 98%                                                                   | 99%                                                                   | 93%                                                                   | 50%                                                                   |
| Equador                                                               | 88%                                                                   | 98%                                                                   | 95%                                                                   | 79%                                                                   |
| Guatemala                                                             | 99%                                                                   | 99%                                                                   | 91%                                                                   | 50%                                                                   |
| Honduras                                                              | 97%                                                                   | 96%                                                                   | 94%                                                                   | 46%                                                                   |
| México                                                                | 99%                                                                   | 96%                                                                   | 96%                                                                   | 81%                                                                   |
| Nicarágua                                                             | 96%                                                                   | 96%                                                                   | 93%                                                                   | 50%                                                                   |
| Panamá                                                                | 84%                                                                   | 87%                                                                   | 87%                                                                   | 70%                                                                   |
| Paraguai                                                              | 97%                                                                   | 96%                                                                   | 95%                                                                   | 90%                                                                   |
| Peru                                                                  | 95%                                                                   | 95%                                                                   | 95%                                                                   | 76%                                                                   |
| Porto Rico                                                            | 100%                                                                  | 94%                                                                   | 87%                                                                   | 56%                                                                   |
| República Dominicana                                                  | 98%                                                                   | 96%                                                                   | 94%                                                                   | 57%                                                                   |
| Uruguai                                                               | 61%                                                                   | 62%                                                                   | 63%                                                                   | 42%                                                                   |
| Venezuela                                                             | 93%                                                                   | 91%                                                                   | 93%                                                                   | 73%                                                                   |

### Declínio
| Protestantes criados no catolicismo | Protestantes criados no catolicismo | Protestantes criados no catolicismo | Protestantes criados no catolicismo | Protestantes criados no catolicismo |
| ----------------------------------- | ----------------------------------- | ----------------------------------- | ----------------------------------- | ----------------------------------- |
|                                     |                                     |                                     |                                     |                                     |
| Colômbia                            | Colômbia                            |                                     | 74%                                 | 74%                                 |
| Paraguai                            | Paraguai                            |                                     | 68%                                 | 68%                                 |
| Peru                                | Peru                                |                                     | 66%                                 | 66%                                 |
| Equador                             | Equador                             |                                     | 62%                                 | 62%                                 |
| Bolívia                             | Bolívia                             |                                     | 60%                                 | 60%                                 |
| Venezuela                           | Venezuela                           |                                     | 56%                                 | 56%                                 |
| Argentina                           | Argentina                           |                                     | 55%                                 | 55%                                 |
| Brasil                              | Brasil                              |                                     | 54%                                 | 54%                                 |
| Nicarágua                           | Nicarágua                           |                                     | 50%                                 | 50%                                 |
| República Dominicana                | República Dominicana                |                                     | 48%                                 | 48%                                 |
| Hispânicos nos EUA                  | Hispânicos nos EUA                  |                                     | 47%                                 | 47%                                 |
| México                              | México                              |                                     | 44%                                 | 44%                                 |
| Costa Rica                          | Costa Rica                          |                                     | 40%                                 | 40%                                 |
| El Salvador                         | El Salvador                         |                                     | 38%                                 | 38%                                 |
| Porto Rico                          | Porto Rico                          |                                     | 38%                                 | 38%                                 |
| Uruguai                             | Uruguai                             |                                     | 37%                                 | 37%                                 |
| Chile                               | Chile                               |                                     | 30%                                 | 30%                                 |
| Honduras                            | Honduras                            |                                     | 26%                                 | 26%                                 |
| Guatemala                           | Guatemala                           |                                     | 23%                                 | 23%                                 |
| Panamá                              | Panamá                              |                                     | 15%                                 | 15%                                 |

Estima-se que, em 1910, 94% dos latino-americanos eram católicos e apenas cerca de 1% eram protestantes. Os católicos começaram a declinar como uma parcela da população da região na década de 1970, de acordo com dados dos censos brasileiro e mexicano e estimativas históricas do World Religion Database.  Em quase todos os países pesquisados, a Igreja Católica sofreu perdas líquidas por mudança religiosa, já que muitos latino-americanos se uniram a igrejas protestantes evangélicas ou rejeitaram completamente a religião organizada. Por exemplo, aproximadamente um em cada quatro nicaraguenses, um em cada cinco brasileiros e um em cada sete venezuelanos são ex-católicos.
No geral, 84% dos adultos latino-americanos relatam que foram criados católicos, 15 pontos percentuais a mais do que atualmente se identificam como católicos.
Uma pesquisa do Pew Research Center de 2014 descobriu que 69% dos latino-americanos se identificam como católicos, enquanto 19% pertencem a igrejas protestantes e 8% são religiosamente não afiliados (ateus, agnósticos ou nenhuma religião em particular). Os 4% restantes incluem testemunhas de Jeová, mórmons, muçulmanos, hindus, judeus, espíritas e adeptos de religiões afro-caribenhas, afro-brasileiras ou indígenas, como umbanda e candomblé. Dados estatísticos de 2013 demonstraram que àquele ano, 76% dos argentinos eram católicos, mas apenas 6% eram praticantes, enquanto que os que declararam ateus chegavam aos 11%.
Estudiosos da religião na América Latina oferecem várias explicações sociológicas possíveis para a ascensão do protestantismo, e especialmente o pentecostalismo. Uma teoria postula que a compatibilidade do pentecostalismo com as religiões indígenas aumentou seu apelo entre os latino-americanos. Ao enfatizar o contato pessoal com o divino através da cura pela fé, falando em línguas e profetizando, o pentecostalismo atrai aqueles que compartilham uma afinidade com as religiões indígenas que tradicionalmente incorporam crenças e práticas associadas à comunicação direta com o "mundo espiritual".
Outra explicação potencial destaca as razões práticas pelas quais o pentecostalismo pode ter conquistado seguidores na região. Os pentecostais costumam enfatizar a mobilidade social e econômica ascendente e a economia. Consequentemente, os seguidores do pentecostalismo podem ver a religião como mais propícia à prosperidade econômica. A falta de padres e o clericalismo acabaram por afastar a Igreja Católica das áreas de expansão demográfica. O conservadorismo, a centralização do poder e a rigidez da hierarquia católica dificultaram a expansão da igreja nas áreas mais dinâmicas, acelerando o processo de desafeição ao catolicismo. Os escândalos de pedofilia também agravaram a situação.
Estimativas históricas para países individuais da América Latina ressaltam que o afastamento do catolicismo é um fenômeno relativamente recente na maioria das localidades. As estimativas revelam apenas dois lugares que tiveram declínios de dois dígitos na identidade católica entre 1910 e 1970: Chile (queda de 20 pontos percentuais) e Porto Rico (queda de 13 pontos). Na Colômbia, a porcentagem de pessoas que se identificaram como católicas aumentou 15 pontos percentuais entre 1910 e 1970.
Em comparação, o período entre 1970 e 2014 é marcado por declínios significativos nas porcentagens de católicos em quase todos os países pesquisados - variando de uma queda de 47 pontos em Honduras a uma queda de 5 pontos no Paraguai, o qual permanece sendo o país com a maior porcentagem de católicos do continente americano.
| % de católicos entre 18 e 34 anos com comprometimento religioso | % de católicos entre 18 e 34 anos com comprometimento religioso | % de católicos entre 18 e 34 anos com comprometimento religioso | % de católicos entre 18 e 34 anos com comprometimento religioso | % de católicos entre 18 e 34 anos com comprometimento religioso |
| --------------------------------------------------------------- | --------------------------------------------------------------- | --------------------------------------------------------------- | --------------------------------------------------------------- | --------------------------------------------------------------- |
|                                                                 |                                                                 |                                                                 |                                                                 |                                                                 |
| Honduras                                                        | Honduras                                                        |                                                                 | 52%                                                             | 52%                                                             |
| Guatemala                                                       | Guatemala                                                       |                                                                 | 52%                                                             | 52%                                                             |
| El Salvador                                                     | El Salvador                                                     |                                                                 | 40%                                                             | 40%                                                             |
| República Dominicana                                            | República Dominicana                                            |                                                                 | 36%                                                             | 36%                                                             |
| Costa Rica                                                      | Costa Rica                                                      |                                                                 | 30%                                                             | 30%                                                             |
| Nicarágua                                                       | Nicarágua                                                       |                                                                 | 28%                                                             | 28%                                                             |
| Panamá                                                          | Panamá                                                          |                                                                 | 22%                                                             | 22%                                                             |
| Brasil                                                          | Brasil                                                          |                                                                 | 20%                                                             | 20%                                                             |
| Hispânicos nos EUA                                              | Hispânicos nos EUA                                              |                                                                 | 18%                                                             | 18%                                                             |
| Porto Rico                                                      | Porto Rico                                                      |                                                                 | 16%                                                             | 16%                                                             |
| Bolívia                                                         | Bolívia                                                         |                                                                 | 15%                                                             | 15%                                                             |

Pesquisas apontam que no Brasil, os católicos poderão passar a ser menos de 50% da população em 2022, e que poderão ser ultrapassados pelos protestantes em 2032. A presença católica na população chegaria a 49,9% em 2022 e a 38,6% em 2032, enquanto a presença evangélica seria de 31,8% e 39,8% nos respectivos anos.
Católicos e protestantes na América Latina diferem em seus níveis de observância religiosa. Em todos os países pesquisados de Instituto Pew, os protestantes são mais propensos do que os católicos a exibir altos níveis de comprometimento religioso — ou seja, em dizer que rezam diariamente, participar de serviços religiosos (como missas ou cultos) pelo menos uma vez por semana e considerar a religião muito importante em suas vidas. Algumas das maiores lacunas são encontradas na Venezuela, Brasil, Bolívia, Argentina, Peru e Uruguai, onde a proporção de adultos que demonstram alto comprometimento religioso é pelo menos 30% maior entre os protestantes do que entre os católicos. As lacunas entre protestantes e católicos nessas medidas padrão de compromisso religioso são menores, mas ainda estatisticamente significativas, nos países centro-americanos da Guatemala (17 pontos), Costa Rica (15) e Honduras (8). Relativamente poucos latino-americanos que são religiosamente não afiliados dizem que frequentam os cultos semanalmente. Em Porto Rico, por exemplo, cerca de um terço dos adultos religiosamente não filiados (32%) dizem que a religião é muito importante em suas vidas, mas apenas 3% frequentam os serviços religiosos uma vez por semana ou mais.

### Uruguai
A pesquisa do Pew Forum constatou que o Uruguai é o país de mais tendência secular na América Latina. No total, 37% dos uruguaios dizem que não têm uma religião em particular ou são ateus ou agnósticos. Menos de um terço dos uruguaios (28%) afirma que a religião é muito importante em suas vidas; em nenhum outro país pesquisado, menos de quatro em dez pessoas dizem isso. Relativamente poucos uruguaios dizem que rezam diariamente (29%) ou frequentam serviços religiosos semanalmente (13%). No vizinho Brasil, em contraste, 61% dos adultos dizem que rezam diariamente e 45% relatam participar dos serviços pelo menos uma vez por semana.
O país apresenta nove circunscrições eclesiásticas, sendo uma arquidiocese ou sede metropolitana (Montevideo) e oito dioceses.

### Chile

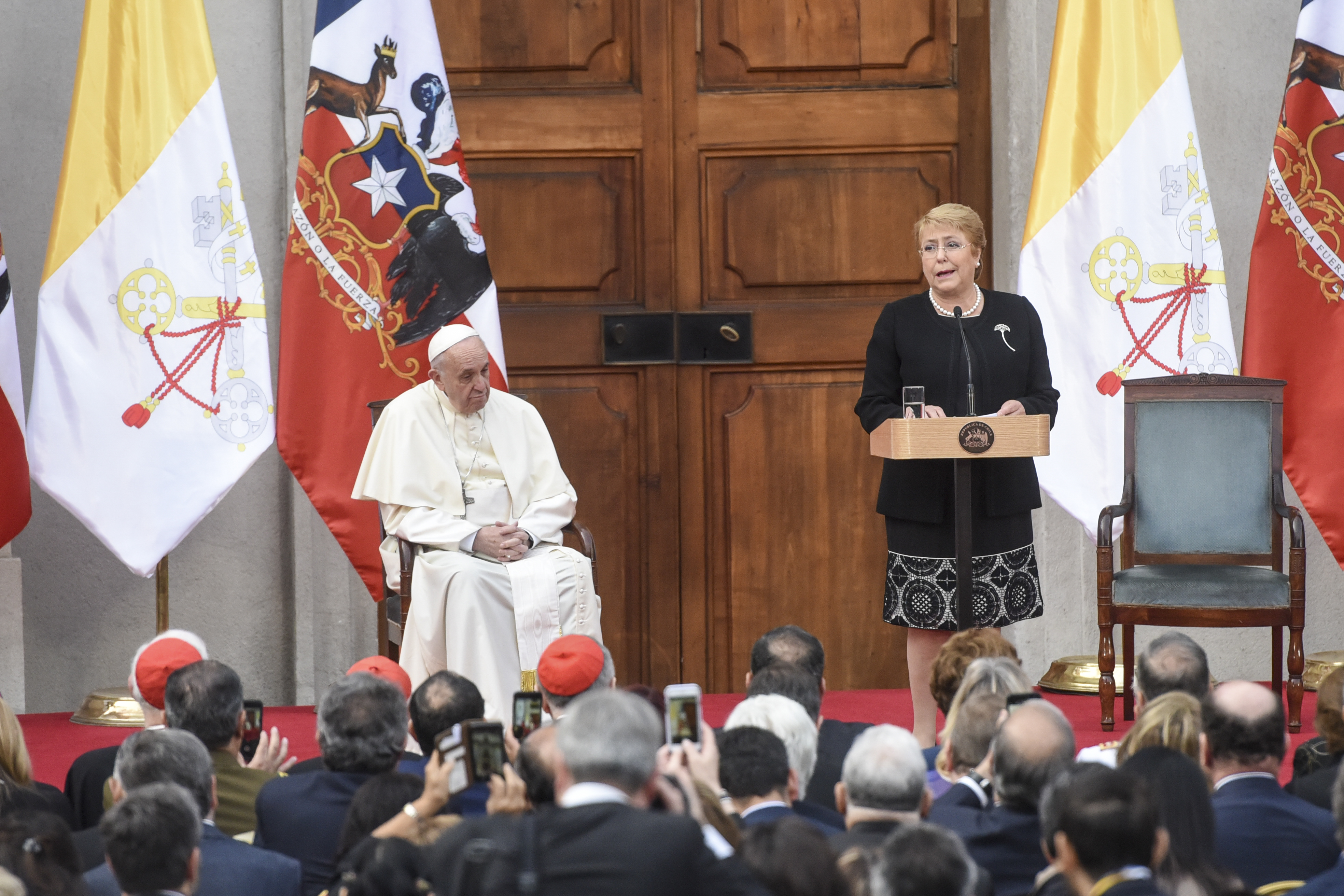
Papa Francisco durante sua visita ao Palácio La Moneda, enquanto a então presidente Michelle Bachelet fazia seu discurso.

O Chile é um dos países que vem passando por um forte processo de secularização de sua sociedade, com o afastamento dos valores e tradições católicos da população, e isso está se manifestando de diversas formas. Os escândalos de abusos sexuais praticados pelo padre Fernando Karadima tiveram uma influência enorme nisso: antes de virem à tona, a confiança dos chilenos na Igreja Católica rondava os 69%, despencando para 38% em 2011, e para 36% em 2011. Após este fato, mais de 20 casos de padres abusadores apareceram. Um relatório do Latinobarômetro mostrou que em uma escala de zero a 10, os chilenos avaliam o Papa Francisco com 5,3, enquanto a média da América Latina alcança 6,8.
Em 2015, um decreto do governo de Michelle Bachelet permitiu o uso da maconha, da resina de maconha, de extratos e de tinturas para a elaboração de produtos farmacêuticos para serem adquiridos em farmácias mediante receita médica, e vem crescendo o movimento que pede a legalização do uso recreacional da droga. Também em 2015, passaram a ser reconhecidas em território chileno as uniões civis entre pessoas do mesmo sexo, e de casais heterossexuais não casados. No ano anterior, já havia começado a ser distribuído nas escolas um livro infantil com conteúdo sobre diversidade sexual, chamado Nicolás tiene dos papás (em português:  Nicolás Tem Dois Papais). Em 2017, o país legalizou o aborto para os casos de risco de morte para a mãe, inviabilidade fetal e estupro, ainda que a maioria dos obstetras se declarem contra o procedimento.
No âmbito da liberdade religiosa, vem ocorrendo constantes ataques às igrejas durante manifestações e protestos em Santiago. Onze igrejas católicos e um seminário foram incendiados no sul do país, região de La Araucania, somente em 2016. Na região do histórico conflito mapuche, alguns extremistas consideram que a Igreja faz parte do Estado, do qual exigem a devolução das suas terras.

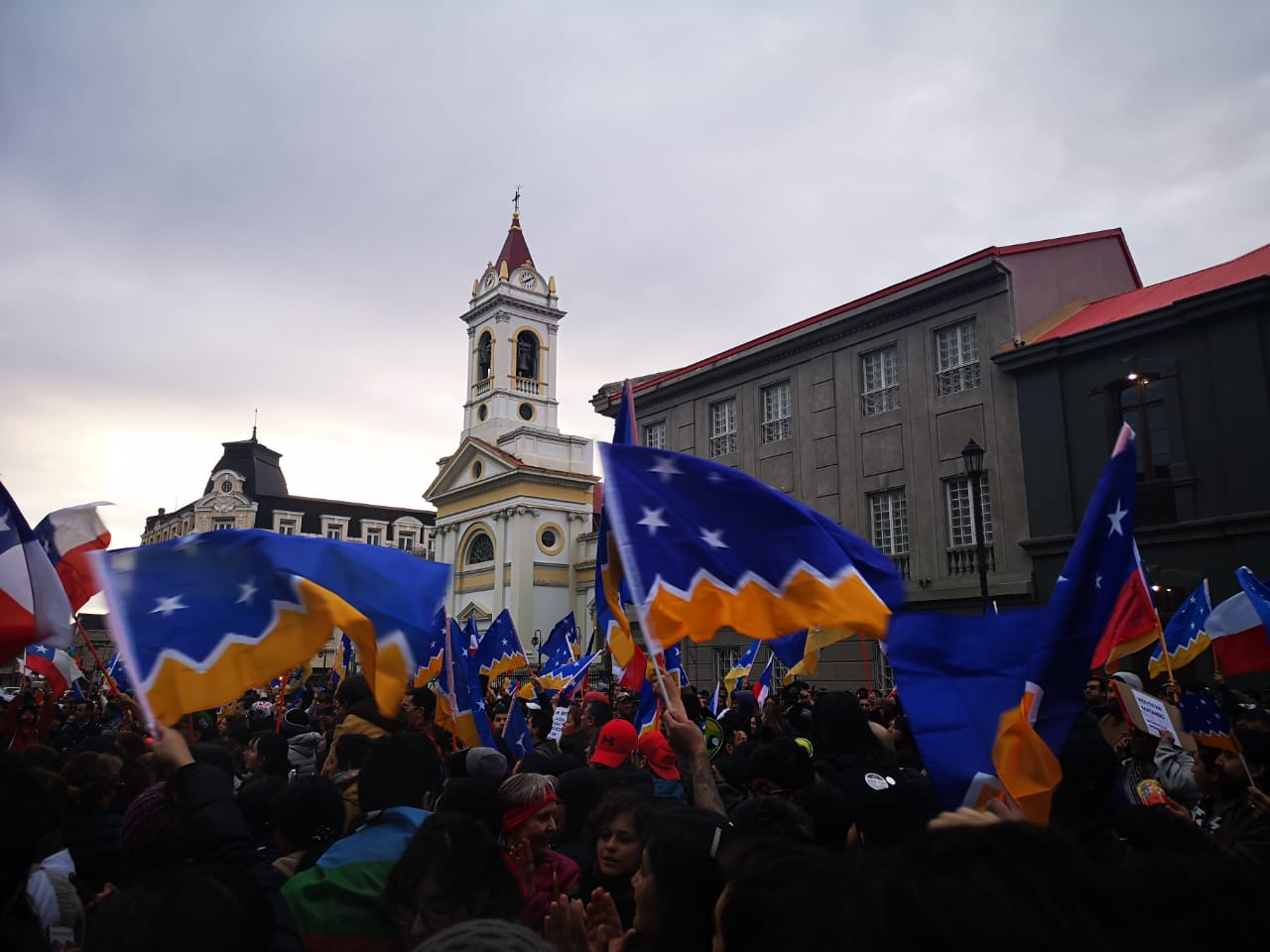
Protesto ocorrendo em Punta Arenas, onde ocorreu a invasão da paróquia Santa Teresa dos Andes, a qual é visível na foto.

Em 2018, foi registrada violência e ataques contra igrejas católicas alguns dias antes da visita do Papa Francisco ao Chile e ao Peru. Os ataques foram registrados durante a madrugada de 12 de janeiro em Santiago em ao menos três igrejas. Algumas delas tiveram queima parcial da estrutura após a detonação de bombas caseiras, como a paróquia Santa Isabel da Hungria, onde os vândalos também jogaram panfletos contendo ameaças ao Pontífice, os quais diziam: "Papa Francisco, as próximas bombas serão na sua batina". Os outros ataques foram na igreja Emmanuel, na Recoleta, que teve danos nas portas e janelas, e na paróquia Cristo Vencedor, na comuna de Peñalolén. "As pessoas têm o direito de protestar, mas é uma coisa totalmente diferente usar violência", disse o ministro chileno do Interior, Mahmud Aleuy, que também prometeu processar os autores dos ataques.

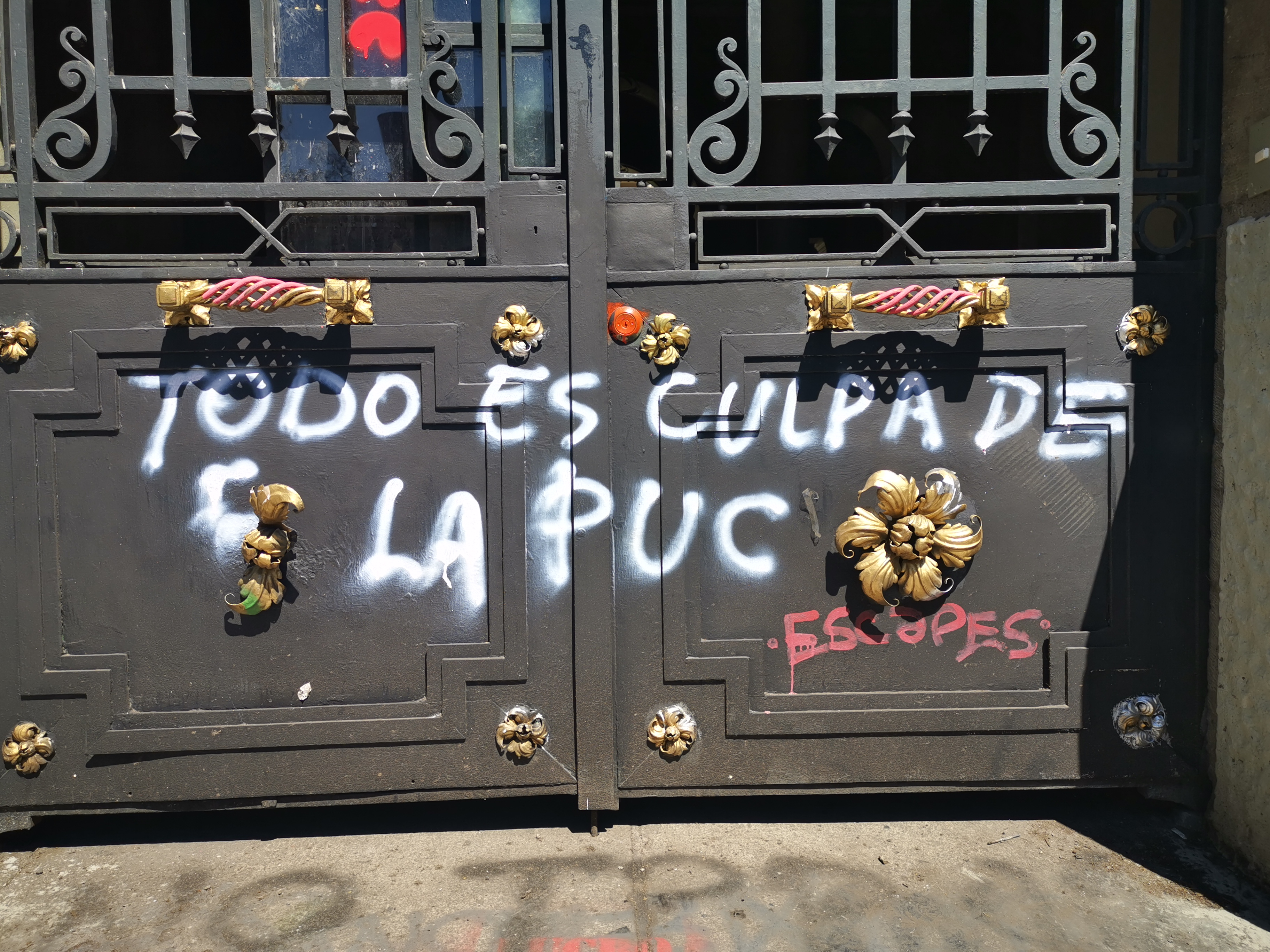
Pichação que diz Todo es culpa de la PUC É tudo culpa da PUC) – referindo-se à Pontifícia Universidade Católica do Chile.

Em 2019, durante a onda de protestos contra o governo chileno, a Igreja Católica volta a ser vítima do ódio de manifestantes extremistas. A paróquia de La Asunción, no centro de Santiago, foi invadida por vândalos, que removeram os bancos, confessionários e até as imagens sacras para formar barricadas e confrontar a polícia. Porém, os móveis e imagens da histórica igreja foram destruídos, e os manifestantes da extrema-esquerda incendiaram tudo, profanaram o sacrário e danificaram igreja.[carece de fontes?] Também em Valparaíso ocorreram dois ataques ataques em menos de uma semana, desta vez, ambos na catedral da cidade. O primeiro ocorreu em 19 de outubro, quando desconhecidos forçaram a grade e a porta principal da igreja, e atearam fogo e destruíram alguns bancos do templo. Além disso, fizeram pichações sobre os escândalos de abuso sexual. Em 26 de outubro, um grupo de manifestantes forçou a entrada principal do templo e roubou e queimou alguns bancos para servirem de barricadas. Também um batistério foi quebrado, e houve apedrejamento das janelas. O pároco da catedral explicou que mais de doze bancos foram danificados, cada um com um valor aproximado de um milhão de pesos (mais de US$ 1.300). Na madrugada de 23 de outubro, na paróquia Santa Teresa dos Andes, vândalos acenderam uma barricada na entrada principal do templo, causando um incêndio em sua porta. Em uma igreja no sul do país, um incêndio criminoso foi cometido em 27 de outubro.
Seguindo a onda de protestos de 2019, em 8 de novembro, durante uma manifestação em Santiago, um grupo de encapuzados forçou a entrada na Paróquia da Assunção para roubar bancos, confessionários e imagens para armar barricadas. No interior da igreja, picharam as paredes, pilares e o altar com fortes frases e insultos à igreja. No dia seguinte, dezenas de fiéis foram à igreja para auxiliar na limpeza do que foi deteriorado. Em imagens de jornais locais, é possível ver um manifestante encapuzado carregando a estátua de uma santa, um policial passando ao lado de uma imagem quebrada da Virgem Maria, e uma de Jesus aparece degolado em frente de mesas, bancos e outros móveis roubados do templo. Os ataques geraram reação da Conferência Episcopal Chilena, que afirmou condenar a injustiça social e a violência, mas lamentou o "ataque a templos e lugares de oração sem nenhum respeito por Deus e nem pelos que acreditam n’Ele". Os bispos também se solidarizaram com a Arquidiocese de Santiago, pelos ataques ocorridos em suas igrejas, e a todas as comunidades e pastores de outros templos e locais de vários cultos que foram atacados em outras cidades.
O padre Francisco Javier Astaburuaga, Doutor em Direito Canônico da Pontifícia Universidade Lateranense de Roma, explica que "o fenômeno da secularização manifesta com todas as leis contra a família e a vida promovida especialmente por governos socialistas e liberais nos últimos 40 anos". O bispo de Villarrica, Dom Francisco Javier Stegmeier, explicou que a violência contra a igreja nos protestos de 2019, se deve à "construção de uma sociedade sem Deus". Ele disse em 5 de novembro, que "via-se aproximar o que está acontecendo no Chile hoje. E a causa última e principal não é a desigualdade social, que é o efeito de algo mais profundo. O que está acontecendo conosco se deve à construção de uma sociedade sem Deus".

### Perseguição socialista
A Igreja Católica vem atualmente enfrentando perseguição por parte de governos de extrema esquerda na América Latina, em países como Cuba, Bolívia, Nicarágua e Venezuela, sendo este último provavelmente o caso mais grave.

#### Venezuela

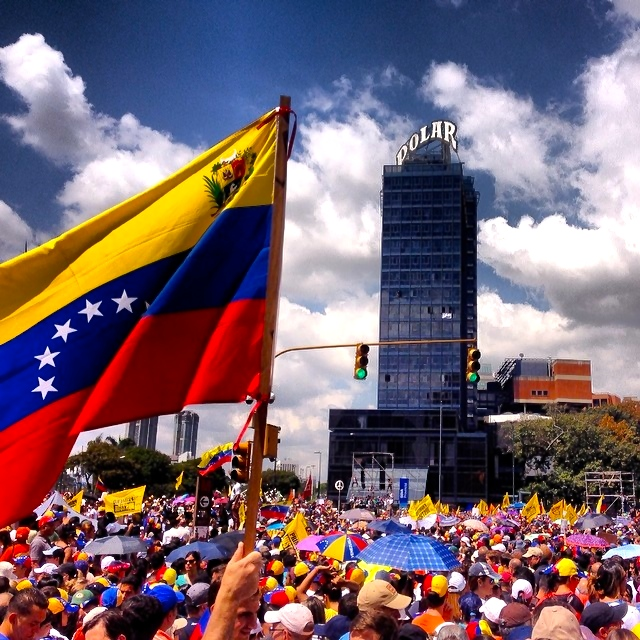
Protestos na Venezuela

A Igreja Católica venezuelana diz que o país vive "um regime de fato, sem respeito às garantias previstas na Constituição e aos mais altos princípios de dignidade do povo". As relações são tensas com o governo venezuelano desde que o movimento chavista chegou ao poder, em 1999, e, na gestão de Nicolás Maduro, a Igreja Católica é considerada um agente político de desestabilização do país. Em uma reunião com representantes da Fundação pontifícia Ajuda à Igreja que Sofre (ACN), o Administrador Apostólico de Caracas e Arcebispo de Mérida, Cardeal Baltazar Porras, disse que a Igreja é perseguida em meio à crise social, política e econômica que se vive na Venezuela, causada pelo governo. Ele citou como exemplo as restrições contra centros educacionais católicos. "Parece que se busca colocar obstáculos para que a própria Igreja feche seus colégios", disse. Do mesmo modo, indicou que as paróquias são atacadas pelo governo através dos “conselhos comunais e grupos pró-governo chamados ‘coletivos’”: "Por exemplo, em Caracas, nas áreas populares, os coletivos ficam nas portas das paróquias e escutam o que o sacerdote diz na homilia, se não gostam, começam as ameaças", denunciou.
Em 1º de julho de 2016, cinco seminaristas do Seminário Menor San Buenaventura, de Mérida, foram despidos, agredidos e presos em um bueiro por grupos que apoiam o governo de Nicolás Maduro, quando os estudantes passavam perto do local em que se realizaria uma iniciativa solidária de entrega de medicamentos, com a presença da esposa do preso político Leopoldo López. Os seminaristas foram agredidos, privados de seus pertences e despidos à força. Suas roupas e livros de inglês foram queimados junto com pneus. Na Diocese de Guarenas, o bispo tem sido alvo frequente de insultos por parte de apoiadores do governo de Maduro que consideram as suas mensagens "antirrevolucionárias". Em 25 de junho de 2016, um sacerdote da mesma diocese, o padre Clemente Medina, foi ferido com arma cortante por vários homens que invadiram de madrugada a paróquia São José. Em 7 de junho, a cúria diocesana sofreu uma invasão durante a qual os delinquentes espancaram e amordaçaram funcionários e até visitantes.

#### Nicarágua

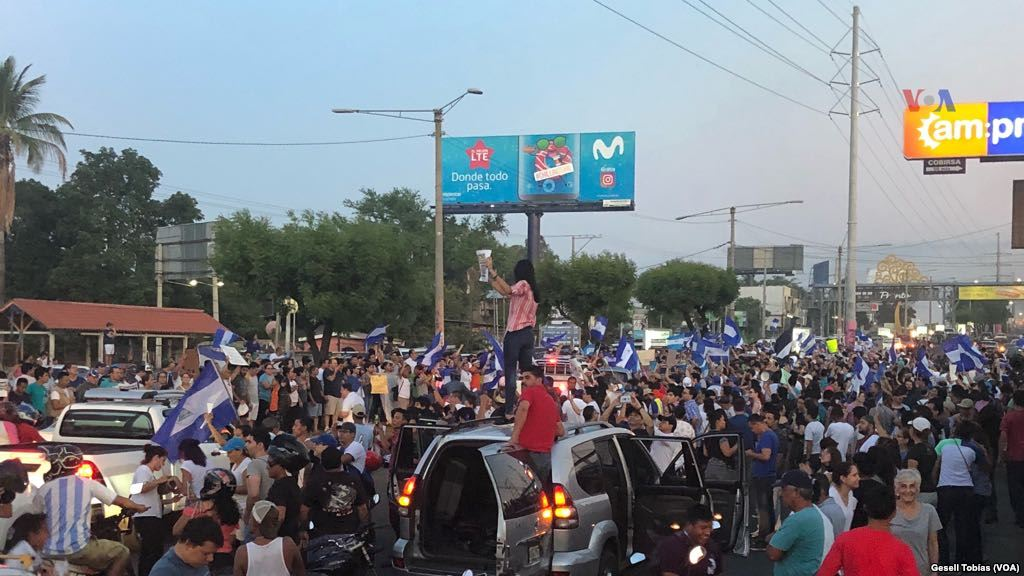
Protestos em Manágua, na Nicarágua, em 2018

Na Nicarágua, a Igreja Católica foi chamada de "golpista" pelo governo sandinista de Daniel Ortega, após os bispos do país pedirem ao presidente a antecipação para março de 2019 as eleições de 2021, para acabar com a crise que o país enfrenta, e sofreu ataques em pelo menos sete igrejas desde junho de 2018. A Igreja, a convite do próprio presidente, teve o papel de mediadora entre o governo sandinista e os manifestantes, que pedem sua renúncia e eleições antecipadas. Os protestos começaram no dia 18 de abril de 2018, e resultaram em  mais de 450 mortes, cuja maioria é de civis, segundo ONGs. Dias depois da acusação de golpista, o presidente recuou, e disse esperar que a Igreja continuasse mediando e insistindo que não existe perseguição por parte do governo.
O auge das tensões entre a Igreja e o governo ocorreu no dia 27 de julho de 2018, quando o cardeal Leopoldo Brenes, à época com 69 anos, foi atacado quando tentava entrar na Basílica de San Sebastián por partidários do governo Ortega. A gravidade do ataque se refere à sua posição na hierarquia católica da Igreja Nicaraguense: Brenes ocupava o mais alto cargo eclesiástico, o de núncio apostólico, ou seja o representante do Papa no país. Ele e outros líderes católicos foram empurrados, espancados e arranhados. Um bispo foi esfaqueado. O ocorrido foi na cidade de Diriamba, ao sul de Manágua. Duas semanas após o ocorrido, a mesma igreja foi alvo de pichações pelos mesmos desordeiros da Juventude Sandinista, em apoio ao presidente. As pichações se repetiram em outras paróquias e dioceses, seguindo o padrão Diabos com batinas (em castelhano:  Diablos con sotanas). Um atentado ocorreu com o Bispo de Estelí, Dom Abelardo Mata, depois de celebrar uma Missa, e seu motorista, quando paramilitares dispararam contra carro que o levava, em Nindirí. "Ao chegar a este posto as turbas orteguistas perseguiram Mata, começaram a insultá-lo, quebraram as janelas do veículo" e jogaram farpas para estourar os pneus. "Tudo isso aconteceu diante de policiais encapuzados, segundo vídeos compartilhados nas redes sociais", indicou. O bispo e o motorista conseguiram se proteger em uma casa que foi cercada pelos simpatizantes do presidente Ortega e que proferiram palavras contra o o bispo por mais de uma hora e meia. Dom Mata só conseguiu sair da casa graças à intervenção da Arquidiocese de Manágua, que intermediou para o que o governo enviasse o comissário geral Ramón Avellán para que garantisse a integridade física do bispo, que voltou para a Diocese de Esteli. Num outro atentado, o Cardeal Brenes denunciou em suas redes sociais que "policiais e paramilitares entraram na casa paroquial de Catarina" para levar "alguns pertences da paróquia e do sacerdote Jairo Velásquez, que está assustado com a atitude destas pessoas". Dois jovens morreram baleados enquanto se refugiavam na Paróquia Divina Misericórdia, que estava cercada por tropas do governo, em 13 de julho de 2018. A violência do governo gerou protestos por parte da população no dia 28 de julho de 2018, em defesa dos bispos. Milhares de pessoas foram às ruas com faixas em apoio ao trabalho da Igreja Católica. Também houve apoio de denominações protestantes e mórmons.
Em 2022, a crise entre o governo nicaraguense e a Igreja Católica do país aumentou significativamente, chegando a novos patamares. No dia 19 de agosto, o bispo de Matagalpa, Rolando Álvarez, de 55 anos, foi preso pela Polícia Nacional. Em comunicado, a instituição pública o acusa de "organizar grupos violentos, incitando-os a realizar atos de ódio contra a população, causando um clima de ansiedade e desordem, perturbando a paz e a harmonia da comunidade, com o objetivo de desestabilizar o Estado da Nicarágua e atacar as autoridades constitucionais" Ele era considerado a última voz abertamente crítica ao governo. O bispo negou as acusações, e é conhecido por denunciar violações de direitos humanos por parte do governo Ortega, o qual tem recebido críticas de instituições e organizações internacionais nos últimos anos. Posteriormente, ele foi colocado em prisão domiciliar. Outro bispo crítico do governo, Silvio Báez, pediu exílio em 2019 depois de receber várias ameaças de morte. A ONG Observatorio Pro Transparencia y Anticorrupción publicou um relatório contabilizando aproximadamente 200 ataques contra a Igreja Católica na Nicarágua entre abril de 2018 e maio de 2022. O núncio apostólico da Nicarágua, Dom Waldemar Stanislaw Sommertag, também foi expulso do país em março de 2022, fato recebido pela Santa Sé com "surpresa e dor". A rádio católica da Diocese de Estelí foi fechada após 28 anos de existência, uma semana após a prisão do bispo de Matagalpa. Relatos de nicaraguenses que tiveram de fugir do país afirmam que havia cercos policiais em volta das paróquias impedindo os fiéis de entrarem. A entrevistada diz que o sandinismo persegue a Igreja porque ela "sempre foi uma companheira do povo. É uma Igreja pobre que vive a realidade do povo". Padres também têm sido presos, e o governo proibiu a realização de uma procissão católica em Manágua.
Diversos setores da Igreja se manifestaram após tantos acontecimentos, como a própria Conferência Episcopal da Nicarágua, que declarou seu apoio a Dom Rolando Álvarez, cujo sofrimento, "toca o coração" da Igreja. O Papa Francisco afirmou: "Gostaria de expressar minha convicção e meu desejo de que, por meio de um diálogo aberto e sincero, possam ser encontradas as bases para uma convivência respeitosa e pacífica". Diversas conferências episcopais americanas, especialmente latino-americanas, se manifestaram, como do Brasil, da Guatemala, de El Salvador, de Honduras, da Costa Rica, da República Dominicana, da Venezuela, do Peru, do Paraguai, do Chile, do Uruguai, dos Estados Unidos e, por fim, do Secretariado Episcopal da América Central, por uma declaração conjunta dos bispos centro-americanos.

#### Cuba

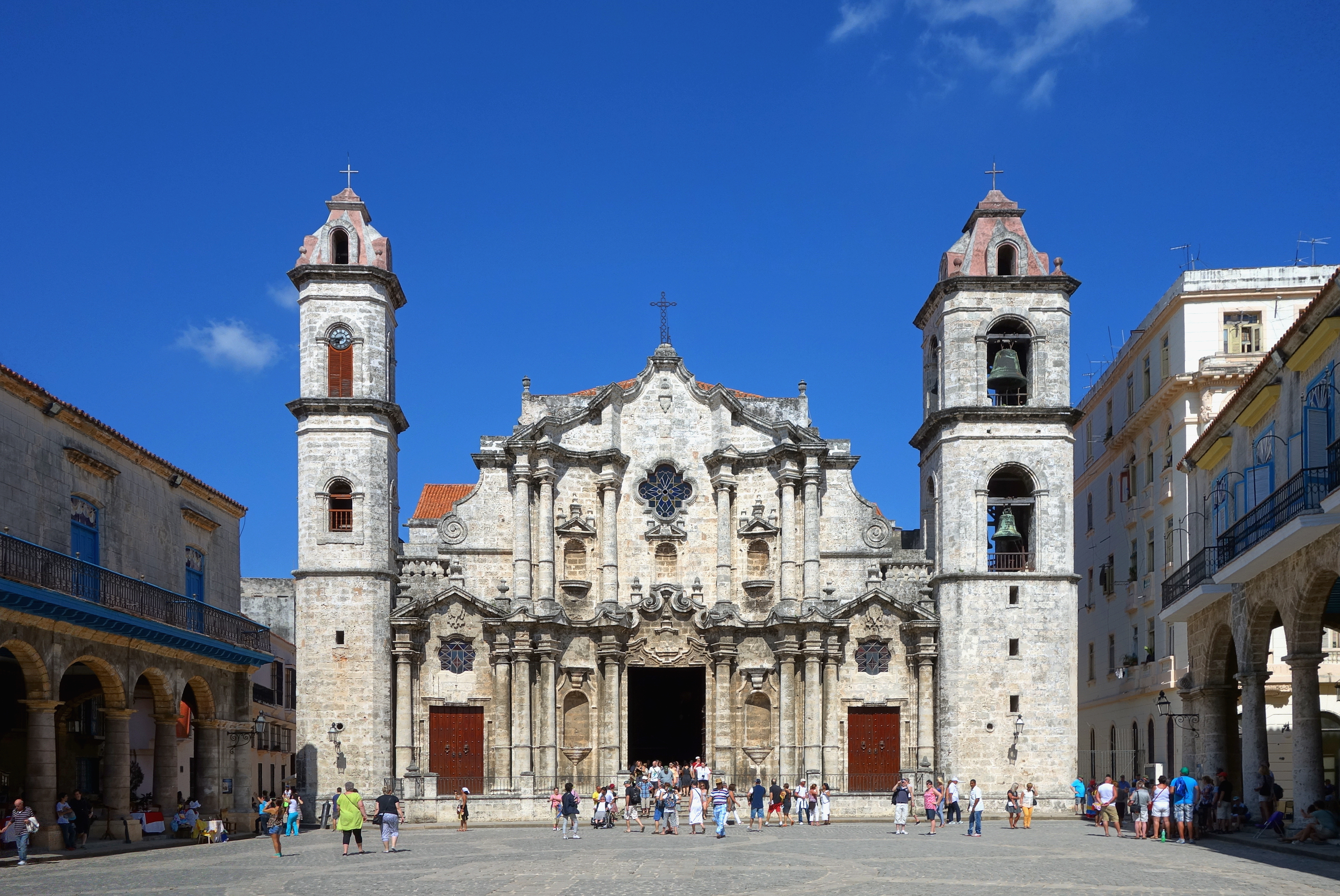
Catedral de Havana

Em 1959, Fidel Castro e seus combatentes entraram vitoriosos em Havana, trazendo experiências do franquismo, ocorrido na Espanha, entre 1931 e 1939. Com isso, ideais de perseguição de católicos e destruição de igrejas se instalaram rapidamente entre parte da população. A Revolução Cubana, com caráter socialista passou a visar o fim do catolicismo cubano e de outras crenças religiosas no início da década de 1960, até o fim dos anos 80.
Em 1976, ocorre um dos piores momentos de perseguição religiosa na ilha caribenha ,quando a nova constituição cubana declarou o caráter ateu do Estado, declarando-o como: "socialista, que baseia sua atividade e educa seu povo na concepção científica materialista do universo". Feriados religiosos deixaram de existir. Apenas em 1998, com a visita do Papa São João Paulo II, Fidel Castro concordou em que o Natal voltasse a ser feriado na ilha, além de liberar os funcionários públicos para acompanhar a visita do Sumo Pontífice. Em 2012, desta vez com a visita do Papa Bento XVI, o presidente Raúl Castro concordou em restituir a Sexta-feira Santa como feriado, a pedido de Sua Santidade. As missas celebradas foram transmitidas para todo o país pela TV estatal cubana. O ateísmo do Estado durou até 1992, quando o país tornou-se "laico".
O Bispo cubano José Conrado, conhecido por suas críticas ao governo da ilha, descreve o período como "cinzento", e que a Igreja católica "ficou reduzida ao mínimo". Também conta que "Leigos e padres abandonaram o país. A Igreja espanhola os convocou, por temer uma onda de perseguições e a possível proibição da religião", afirma. Ele afirmou que em seus primeiros anos como padre, trabalhou em populações de 80 ou 90 mil pessoas, sendo que apenas quatro crianças assistiam às aulas de catequese, e menos de 100 pessoas na igreja. Atualmente, o cenário é diferente: dados estatísticos revelam quem, em 1971, a Arquidiocese de Havana registrou apenas sete mil batismos em toda a capital cubana, número que quadruplicou em 1989, quando a ilha atravessava o chamado processo de abertura à religiosidade. O Instituto de pesquisas americano Pew reporta que entre 59 e 63% dos cubanos se identificam como cristãos. O anuário estatístico do Vaticano mais recente afirma que 59,66% dos cubanos são católicos, demonstrando crescimento, já que o anuário de 2001 dizia que 55,26% eram católicos e o de 1990, 41,21%.
Em 2019 o governo cubano anunciou a devolução de terras e igrejas católicas tomadas durante a revolução, além da surpreendente doação de um terreno do governo para a construção de outra capela. Somente em 2019 o país pôde ver a autorização do Estado para a abertura de uma nova igreja católica. Três autorizações de construções de igrejas haviam sido feitas em 2014, porém o fato foi comemorado pelos fiéis, pois esta foi a primeira a ter seu funcionamento autorizado.
Em 2018 a Igreja Católica se opôs fortemente ao projeto da nova Constituição, que afirma que "somente no socialismo e no comunismo o ser humano alcança a sua dignidade plena", deixando de lado outras formas de realização pessoal. A Conferência Episcopal afirmou em nota que "uma ideologia única para a realização pessoal", e apelou a uma frase do herói nacional José Martí: "uma Constituição não pode ser construída com elementos ideológicos".

#### Bolívia

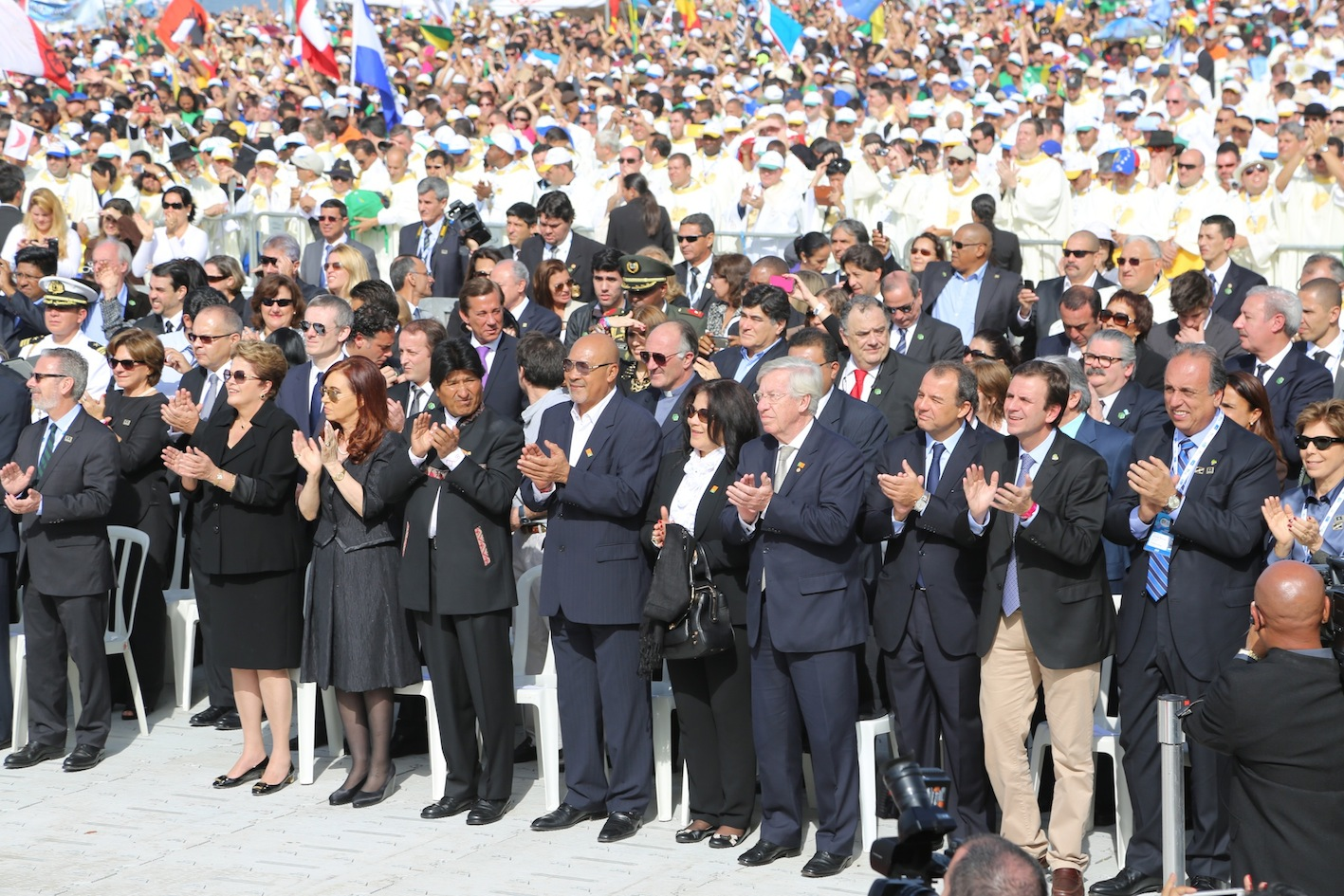
Foto dos chefes de Estado presentes na missa de encerramento da Jornada Mundial da Juventude de 2013; entre eles, Evo Morales. Após esse evento, o presidente boliviano reforçou ainda mais a ideia de uma "Igreja Católica Apostólica Renovada do Estado Plurinacional"

A Igreja Católica na Bolívia também vem enfrentando restrições às suas liberdades religiosas sob o comando do presidente apoiador do socialismo, Evo Morales. Em 2018 foi noticiado que a nova Constituição boliviana estaria proibindo a pregação pública e a conversão religiosa, equiparando-a ao crime de recrutamento para conflito armado:
Citação: Será sancionada, com prisão de sete (7) a doze (12) anos e reparação econômica, a pessoa que, por si mesma ou através de terceiros, sequestrar, transportar, trasladar, privar de liberdade, acolher ou receber pessoas com alguns dos seguintes fins: [...]
11. Recrutamento de pessoas para sua participação em conflitos armados ou em organizações religiosas ou de culto.
Um site católico espanhol comparou o que vem acontecendo na Bolívia: a semelhança com atitudes tomadas por ditadores como Mao Tsé-Tung e Stalin, ambos comunistas. O presidente boliviano Evo Morales pertence a um partido denominado Movimento ao Socialismo e pretende prolongar-se indefinidamente no poder. A proposta gerou protestos pelo país. O Governo de Evo Morales diz que a liberdade de expressão (seja ela religiosa ou na imprensa) é uma "concessão de Estado", logo, ele poderia controlar esse direito.
Morales também já afirmou que gostaria de fundar a Igreja Católica Apostólica Renovada do Estado Plurinacional, em substituição à Igreja Católica Apostólica Romana, uma igreja que está completamente alinhada com o regime político, que tenta impor um novo culto oficial no país. Bispos bolivianos reagiram negativamente à pretensão do presidente. O presidente boliviano também causou polêmica em 2015, quando o Papa Francisco visitou o país, presenteando-o com uma uma sacola contendo folhas de coca, e um crucifixo em forma de foice e martelo, símbolos do comunismo. O Papa ficou visivelmente desconsertado, respondendo a Evo: "Isto não está certo".